# Karmapa

Vlajka karmapy

Jeho Svatost Karmapa je považován za nejdéle vědomě se zrozujícího lamu (tib. tulku) Tibetu a je označován jako „živý buddha“. Je duchovní hlavou linie Karma Kagjü, jedné ze škol tibetského buddhismu.
Slovo karmapa znamená v překladu „pán aktivity či muž činu“ nebo „mistr karmy“. Představuje aktivitu všech buddhů. Podle tradice tibetského buddhismu se před více než 2 500 lety objevil po boku Buddhy Šákjamuniho jako bódhisattva Milující oči (tib. Čänräzig, sa. Avalókitéšvara) a následně se mnohokrát zrodil v Indii jako realizovaný jógin. Jeho příchod byl údajně předpovězen Guru Rinpočhem a dle tibetského výkladu i v mahájánových textech Samádhirádža sútra a Lankávatára sútra. Od 12. století se rodil severně od Himálaje již jako Karmapa. Jeho linie pokračuje nepřerušeně již 800 let.

Černá koruna karmapy, symbol karmapů, vznikla když emanace buddhy jménem „vzácné narození“ dosáhl vysokého stupně meditace (podobné vadžře). Na znak této duchovní moci buddhové umístili nad jeho hlavou korunu vadžry upletenou z 10 miliónů vlasů Dákiň moudrosti. Od tohoto času koruna zůstává neodděleně nad hlavou každé další této inkarnace, mezi jinými, Matiratna, Saraha, Düsum Khjenpa. Těžko je však spatřit tuto korunu pro toho, kdo nemá odpovídající karmu a svazek s karmapou. Proto čínský císař Jongle (údajná manifestace Maňdžušrího) poprosil 5. karmapu, aby udělil svůj souhlas s vyrobením této koruny. Karmapa souhlasil a sám tuto korunu posvětil, aby nebyla oddělena od jeho duchovní koruny. Černá koruna je jedna z hlavních forem osvícenské aktivity karmapy, spatření této koruny očišťuje zatemnění mysli všech bytostí.

## Rozpoznávání nového vtělení
Vyhledání a rozpoznání následujícího vtělení karmapy bývá úkolem nejbližších souputníků či žáků předešlého karmapy. Děje se tak obvykle na základě indicií, které za tím účelem karmapové zanechávají. Často se může jednat o dopis, v němž odcházející karmapa označí místo a čas narození svého „následovníka“, jeho rodiče nebo zvláštní okolnosti a znamení, jež budou jeho narození provázet.
Rozpoznání může napomoci také zvláštní chování dítěte, jež je vtělením nového karmapy – může například rozeznávat osoby či předměty spojené s předchozím karmapou, které ve svém novém vtělení neměl žádnou možnost vidět nebo se s nimi setkat.

## Linie Karmapů
|     | Jméno karmapy          | Životní data | Přepis ve Wylieho transkripci |
| --- | ---------------------- | ------------ | ----------------------------- |
| 1.  | Düsum Khjenpa          | 1110–1193    | Dus-gsum mkhyen-pa            |
| 2.  | Karma Pakši            | 1203–1282    | Karma pakshi                  |
| 3.  | Rangdžung Dordže       | 1284–1339    | Rang-byung rdo-rje            |
| 4.  | Rolpä Dordže           | 1340–1383    | Rol-pa'-i rdo-rje             |
| 5.  | Dežin Šegpa            | 1384–1415    | De-bzhin gshegs-pa            |
| 6.  | Thongwa Döndän         | 1416–1453    | Mthong-ba don-ldan            |
| 7.  | Čhödag Gjamccho        | 1454–1506    | Chos-grags rgya-mtsho         |
| 8.  | Mikjö Dordže           | 1507–1554    | Mi-bskyod rdo-rje             |
| 9.  | Wangčhug Dordže        | 1556–1603    | Dbang-phyug rdo-rje           |
| 10. | Čhöjing Dordže         | 1604–1674    | Chos-dbyings rdo-rje          |
| 11. | Ješe Dordže            | 1676–1702    | Ye-shes rdo-rje               |
| 12. | Čhangčhub Dordže       | 1703–1732    | Byang-chub rdo-rje            |
| 13. | Düdul Dordže           | 1733–1797    | Bdud-'dul rdo-rje             |
| 14. | Thegčhog Dordže        | 1798–1868    | Theg-mchog rdo-rje            |
| 15. | Khakhjab Dordže        | 1871–1922    | Mkha'-khyab rdo-rje           |
| 16. | Rangdžung Rigpä Dordže | 1924–1981    | Rang-byung rig-pa'i rdo-rje   |
| 17. | Ogjän Thinlä Dordže    | 1985         | O-rgyan 'phrin-las rdo-rje    |
| 17. | Thinlä Thajä Dordže    | 1983         | 'phrin-las mtha'-yas rdo-rje  |

## 16. karmapa
Šestnáctý karmapa Rangdžung Rigpä Dordže musel v roce 1959 odejít z Tibetu do indického exilu, aby tak ochránil další existenci linie Karma Kagjü. S pomocí západních žáků, mezi nimiž byli i Ole a Hannah Nydahlovi z Dánska, přinesl vědomosti o podstatě mysli do západního světa.

## Spor o 17. karmapu
Při vyhledávání 17. inkarnace karmapy došlo v linii Kagjü k rozkolu, jejímž důsledkem bylo rozpoznání a intronizace dvou Karmapů: Thinlä Thajä Dordžeho a Orgdžen Thrinle Dordžeho. Oba karmapové mají své následovníky po celém světě.

Následující odkazy se věnují tomuto problému z pohledu jedné strany:
- Rozpoznání 17. karmapy 14. Künzigem Šamarem rinpočhem
- (anglicky)Spor o karmapu[nedostupný zdroj]

## Historické setkání
Oba Karmapové se už poprvé setkali 11. října 2018 a dokonce vydali společné krátké prohlášení – Považujeme za svou povinnost a zodpovědnost udělat cokoliv můžeme, abychom linii sjednotili.

## Thajä Dordže

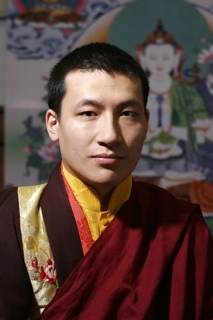
17. karmapa Thinlä Thajä Dordže

Thinlä Thajä Dordže se narodil v roce 1983 v tibetské Lhase v rodině buddhistického mistra školy Ňingmapa Miphama Rinpočheho. Byl nalezen a rozpoznán Künzigem Žamarem rinpočhem. V jedenácti letech byl v důsledku politické situace v Tibetu nucen odejít do politického exilu do Indie, kde žije v Západním Bengálsku v Kalimpongu.
Západní veřejnosti se J.S. 17. Karmapa Thinlä Thajä Dordže poprvé představil roku 2000, kdy absolvoval mimořádně úspěšné turné po Evropě. Tehdy předal buddhistická učení téměř 30 000 lidem. Od roku 2003 pravidelně navštěvuje západní země včetně České republiky.

## Ogjän Thinlä Dordže

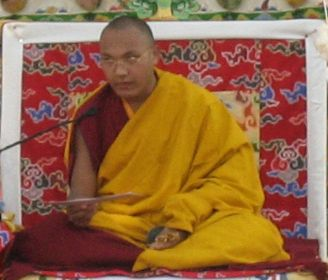
17. karmapa Ogjän Thinlä Dordže

Ogjän Thinlä Dordže se narodil těsně před východem slunce 8. dne 5. tibetského měsíce roku dřevěného vola 1985. V místě Lhatok, provincie Bakor, východní Tibet. Byl rozpoznán Tai Situ rinpočhem. Ve věku čtyř let se začal učit v klášteře u Amdo Palden rinpočheho. Byl intronizován v klášteře Tsurphu roku 1992. Za 17. karmapu ho také uznala čínská vláda. 17. karmapa ovšem na přelomu let 1999–2000 dramaticky uprchl přes Himálaj do exilu v indické Dharamsále, kde přebývá dalajláma. V dnešní době se dalajláma rozhoduje o předání své politické moci a jedním z velkých kandidátů je právě 17. karmapa.
- (anglicky)Oficiální stránka 17. karmapy Ogjän Thinlä Dordžeho
- (anglicky)Kagjü mönlam, tradiční každoroční modlitby v Bódhgaji.